# Унія реальної політики

Прапор УПР

Унія реальної політики (пол. Unia Polityki Realnej, UPR) — польська консервативно-ліберальна політична партія, заснована як асоціація Руху реальної політики 14 листопада 1987 року в Юзефові. Підписантами були Ришард Чарнецький, Стефан Кісілевський, Януш Корвін-Мікке, Станіслав Міхалкевич, Роберт Смоктуновіч і Анджей Садовський. 6 грудня 1990 року група була зареєстрована як партія під назвою «Консервативно-ліберальна партія Unia Polityki Realna» (назва «Об'єднання реальної політики» була прийнята асоціацією восени 1988 року). UPR увійшла в партію «Національний рух», створену 10 грудня 2014 року, співпрацюючи з нею до 2016 року. У 2015–2019 роках УПР тісно співпрацювала з рухом Кукіз'15.

## Цілі
Метою партії є створення мінімальної держави, обмеженої виконанням основних функцій, таких як забезпечення:
- безпеки для своїх громадян,
- необхідна інфраструктура для ефективного функціонування,
- фінансування початкової та середньої освіти,
- прожитковий мінімум для пенсіонерів,
- фінансування лікування тяжких та лежачих хворих.

## Історія

### UPR як об’єднання
7 квітня 1989 р. як об'єднання було зареєстровано Союз «Реальна політика». Її президентом став Януш Корвін-Мікке, першим віце-президентом став Лех Прухно-Врублевський, другим віце-президентом став Войцех Мерклейн, а секретарем став Станіслав Міхалкевич. Януш Корвін-Мікке подав свою кандидатуру на президентських виборах у 1990 році, але не набрав 100 000 підписів, що завадило йому зареєструватися.

### Партійна діяльність у сеймі
На парламентських виборах у Польщі в 1991 році за UPR було віддано 253 024 голоси (2,26 %) по всій країні. Партія представила до Сейму трьох депутатів: Януша Корвіна-Мікке (від Познані), Леха Прухно-Врублевського (від Варшави) та Анджея Селяньчика (від Катовіце). Під час каденції до парламентської групи УНР увійшов депутат Антоній Дзержинський (з Легниці). У своїй діяльності в Сеймі депутати UPR зосереджувалися на економічних питаннях, зокрема приватизації та реприватизації.
Найважливішою ініціативою UPR став проект люстраційної постанови, внесений Янушем Корвін-Мікке, який наказував міністру внутрішніх справ оприлюднити імена депутатів, сенаторів, міністрів, воєвод, суддів і прокурорів, які були таємними співробітниками УБ і SB. Постанова була прийнята Сеймом 28 травня 1992 року, а бурхлива реакція проти її виконання стала прямою причиною падіння уряду Яна Ольшевського (докладніше в статті Список Мацеревича).

### Діяльність у 1993–2009 рр

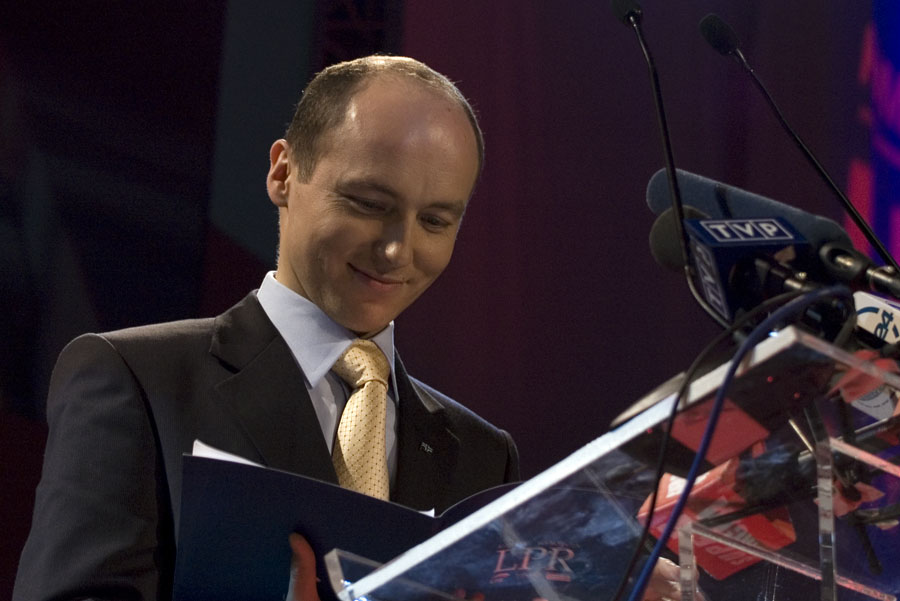
Войцех Попела на виборчому з'їзді UPR (2007)

На парламентських виборах 1993 року за УНР було віддано 438 559 голосів (3,2%). Проте, незважаючи на значне зростання підтримки, УНР не внесла до парламенту жодного представника (це були перші парламентські вибори, на яких було запроваджено 5% виборчий бар’єр). У червні 1995 р. до UPR приєднався депутат Ян Скробіш, обраний за списком КПН (від BBWR).
Під час президентських виборів 1995 року Януш Корвін-Мікке отримав 428 969 голосів (2,4%).
У грудні 1995 року Маріуш Дзержавський (заступник президента партії з 1991 року) разом із фракцією своїх прихильників намагався скинути тодішнього президента Януша Корвіна-Мікке. Через невдачу він разом із групою активістів UPR вийшов із партії і в січні 1996 року заснував Stronnictwo Polityki Realnej, ставши її президентом. У 1997 році СПР приєдналася до Виборчої акції «Солідарність». Незабаром воно припинило свою діяльність.

### UPR з 2011 року

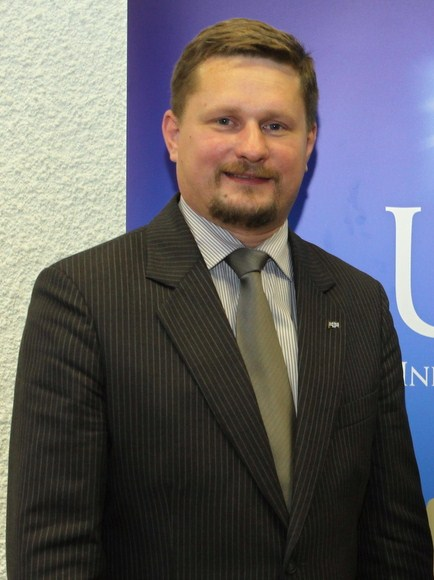
Бартош Йозвяк

Після відходу активістів, які створили нову партію Януша Корвіна-Мікке, припинилися суперечки навколо керівництва УНР, яке з лютого 2011 року очолив Бартош Йозвяк. У червні того ж року UPR уклала угоду з Правою РП про балотування за списками партії на парламентських виборах. Правий комітет набрав 0,24% голосів.
11 листопада 2012 р. UPR разом із кількома іншими організаціями (напр. «Загальнопольська молодь» і «Національно-радикальний табір») спільно створили ширше неформальне угруповання «Національний рух». 13 червня 2013 року було створено нове молодіжне крило партії – існуючу Молодіжну секцію UPR замінено на Об’єднання «Молодь за реальну політику». Проте співпраця товариства з UPR була послаблена.
На виборах до Європарламенту 2014 року активісти УНР були у списках комітету РН (який набрав 1,4% голосів, не досягнувши виборчого бар'єру). На місцевих виборах того ж року УНР була також у списках комітету РН.

## Символіка UPR

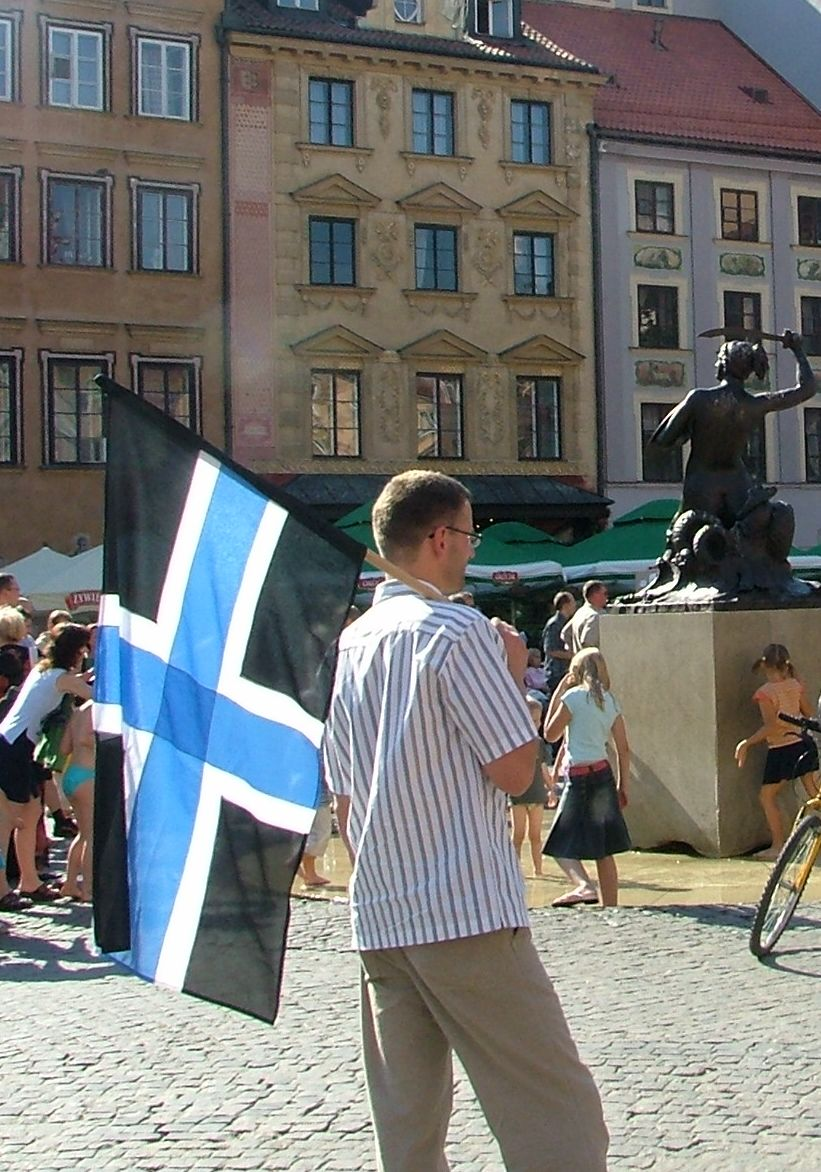
Прапор UPR

На прапорі Союзу реальної політики зображено колірну варіацію хреста св. Георгія, покровителя лицарів. Кольори прапора символізують: боротьбу за вірність (синій), чистоту (білий) і свободу (чорний). Крайова влада УПР інколи використовує прапор із біло-червоною стрічкою, що йде по діагоналі під хрестом, а місцева влада – зі стрічкою в кольорах краю, або гербом, розміщеним на нижньому лівому кантоні прапора.